# Île aux Trois-Baies
Connue sous le nom de Three Bays Island en anglais, l'île aux Trois-Baies est une île australienne située au fond du havre Henri Freycinet, une grande baie occupant la partie sud-ouest du golfe de l'océan Indien que l'on appelle communément baie Shark et qui est situé sur la côte ouest de l'Australie-Occidentale. Elle a été nommée en raison de sa forme par l'expédition vers les Terres australes du Français Nicolas Baudin, qui l'a découverte en août 1801.